# كيرستين هير
كيرستين جانيت هير (من مواليد 12 أغسطس 1989) هي سياسية سابقة في حزب المحافظين الإسكتلندي. كانت عضوًا في البرلمان (MP) عن أنغوس Angus بين عامي 2017 و2019.

## النشأة والوظيفة
وُلدت هير في 12 أغسطس 1989 في بريشين، أنجوس، في اسكتلندا. ونشأت في عائلة زراعية كبيرة مقرها في ماينز أوف أردوفي فارم. هير لها أخ واحد أصغر وأختان أكبر منها. تلقت تعليمها في مدرسة بريشين الثانوية. ذهبت هير لدراسة السياسة في جامعة أبردين.
بعد التخرج، عملت هير كمديرة أحداث وبرامج ومساعد شخصي تنفيذي في شركة النشر الاسكتلندية دي سي طومسون.  ترشحت كمرشحة حزب المحافظين الإسكتلندي عن انجوس ساوث في انتخابات البرلمان الإسكتلندي لعام 2016، وهُزمت من قبل الحزب الوطني الاسكتلندي الحالي (SNP) MSP Graeme Dey.

## مهنة برلمانية
تم انتخاب هير في مجلس العموم في عام 2017 ، مما أدى إلى إلغاء أغلبية بلغت 11230 لإطاحة رئيس الحزب الوطني الاسكتلندي (SNP)، مايك وير. الدائرة الانتخابية كانت ممثلة في SNP MP منذ إنشائها في عام 1997.

## روابط خارجية
| Unrecognised parameter | Unrecognised parameter      | Unrecognised parameter |
| ---------------------- | --------------------------- | ---------------------- |
| سبقه                   | نائب في البرلمان ‏ for أنغوس | تبعه                   |